# Nuno Delgado
Nuno Miguel Delgado (* 27. August 1976 in Santarém, Portugal) ist ein ehemaliger portugiesischer Judoka. 2000 gewann er als erster Portugiese eine olympische Medaille im Judo.

## Karriere
Delgado begann in der Gewichtsklasse bis 78 Kilogramm, in dieser Klasse belegte er 1996 den fünften Platz bei der Junioreneuropameisterschaft und gewann 1997 seinen ersten portugiesischen Meistertitel. Ab 1998 startete er nach der Neueinteilung der Gewichtsklassen in der Klasse bis 81 Kilogramm. 1998 wurde er erneut portugiesischer Meister, bei der Universiade belegte er den dritten Platz. 1999 gewann er im Mai die Europameisterschaft in Bratislava; im Oktober belegte er den fünften Platz bei der Weltmeisterschaft. Im November 1999 gewann er seinen dritten portugiesischen Meistertitel. 2000 belegte Delgado beim Weltcupturnier in Rom den zweiten Platz, eine Woche danach war er Dritter in Rotterdam. Bei den Olympischen Spielen in Sydney verlor er im Kampf um den Finaleinzug gegen den Südkoreaner Cho In-chul; im Kampf um Bronze siegte er gegen Alvaro Paseyro aus Uruguay, im sechsten Kampf war es Delgados vierter Sieg durch Ippon. 2001 gewann Delgado die German Open in Bonn und seine vierte Landesmeisterschaft. Nach einem etwas schwächeren Jahr 2002 mit einem fünften Platz bei der Europameisterschaft gelang Delgado im März 2003 in Warschau sein einziger Sieg bei einem Weltcup-Turnier. Zwei Monate später unterlag er bei der Europameisterschaft erst im Finale gegen den Schweizer Sergei Aschwanden. 2003 und 2004 gewann Delgado seinen fünften und sechsten portugiesischen Meistertitel. Bei den Olympischen Spielen 2004 in Athen schied er in der ersten Runde aus. Sein letzter großer Sieg gelang Delgado 2006, als er mit dem TSV Abensberg den Europapokal gewann.

## Erfolge/Titel

### Olympische Spiele
- 2000: 3. Platz in Sydney

### Weltmeisterschaften
- 1999: 5. Platz in Birmingham

### Europameisterschaften
- 1999: 1. Platz in Bratislava
- 2002: 5. Platz in Maribor
- 2003: 2. Platz in Düsseldorf

### Landesmeisterschaften
Einzelwertung
- Portugiesische Judomeisterschaft (6): 1997, 1998, 1999, 2001, 2003, 2004

Mannschaftswertung
- Portugiesische Judomeisterschaft (4): 2001, 2002, 2003, 2004 mit Sport Algés e Dafundo
- Judo-Bundesliga (4): 2000, 2002, 2003, 2004 mit dem TSV Abensberg

### Weitere Titel
- Grand Prix von Moskau 2001: 2. Platz
- Judo-Europapokal: 2000 mit dem TSV Abensberg
- Portugiesischer Judo-Pokal (4): 1997, 1998, 1999, 2000 mit Sport Algés e Dafundo